# Arijon Ibrahimović
Pour les articles homonymes, voir Ibrahimović.
Arijon Ibrahimović, né le 11 décembre 2005 à Nuremberg en Allemagne, est un footballeur allemand qui évolue au poste de milieu offensif au FC Heidenheim, en prêt du Bayern Munich.

## Biographie

### En club
Né à Nuremberg en Allemagne, Arijon Ibrahimović commence le football à Greuther Fürth avant d'être formé par le club de sa ville natale, le 1. FC Nuremberg. Il rejoint le Bayern Munich à 12 ans, en 2018 et y poursuit sa formation. Grand espoir du club, il est repéré par l'entraîneur de l'équipe première Julian Nagelsmann, qui lui permet de faire ses premiers entraînements avec le groupe professionnel dès ses quinze ans, en 2021.
Le 17 janvier 2023, Ibrahimović signe un nouveau contrat avec le Bayern, le liant au club jusqu'en juin 2025,. Il joue son premier match avec l'équipe première le 11 février 2023, lors d'une rencontre de championnat face au VfL Bochum. Il entre en jeu à la place de Leroy Sané et son équipe l'emporte par trois buts à zéro,. Il devient à cette occasion le deuxième plus jeune joueur du Bayern a jouer un match en professionnel, derrière Paul Wanner.
Il est sacré champion d'Allemagne lors de la saison 2022-2023. 
Le 1er septembre 2023, Arijon Ibrahimović est prêté pour une saison au Frosinone Calcio. 

### En sélection
Il représente l'équipe d'Allemagne des moins de 17 ans de 2021 à 2022. Avec cette sélection il participe notamment au championnat d'Europe des moins de 17 ans en 2022. Lors de ce tournoi organisé en Israël il joue trois matchs et marque un but. Son équipe se hisse jusqu'en quarts de finale, où elle est battue par la France après une séance de tirs au but.

## Style de jeu
Arijon Ibrahimović est un milieu offensif axial de formation capable de jouer ailier gauche, dans un rôle où il repique dans l'axe pour créer le danger dans le camp adverse. Il est décrit comme un joueur très technique dont le principal atout est son contrôle de balle. Doté d'une bonne frappe de balle, il se montre adroit pour marquer des buts et redoutable dans la surface. Comparé à ses coéquipiers du Bayern Leon Goretzka ou encore Thomas Müller, davantage en raison de sa position sur le terrain, son style de jeu se rapproche de ceux de Phil Foden ou Wayne Rooney.

## Vie privée
Né en Allemagne, Arijon Ibrahimović est également originaire du Kosovo. Il n'a aucun lien de parenté avec le célèbre footballeur Zlatan Ibrahimović.

## Statistiques
Ce tableau résume les statistiques en carrière de Arijon Ibrahimovic.

| Saison                | Club                    | Championnat           | Championnat | Championnat | Championnat | Coupe(s) nationale(s) | Coupe(s) nationale(s) | Coupe(s) nationale(s) | Compétition(s) continentale(s) | Compétition(s) continentale(s) | Compétition(s) continentale(s) | Compétition(s) continentale(s) | Total | Total | Total |
| Saison                | Club                    | Division              | M.          | B.          | P.d.        | M.                    | B.                    | P.d.                  | Comp.                          | M.                             | B.                             | P.d.                           | M.    | B.    | P.d.  |
| 2022-2023             | Bayern Munich II        | Regionalliga Bayern   | 9           | 3           | 0           | -                     | -                     | -                     | -                              | -                              | -                              | -                              | 9     | 3     | 0     |
| 2023-2024             | Bayern Munich II        | Regionalliga Bayern   | 2           | 1           | 0           | -                     | -                     | -                     | -                              | -                              | -                              | -                              | 2     | 1     | 0     |
| 2024-2025             | Bayern Munich II        | Regionalliga Bayern   | 4           | 2           | 0           | -                     | -                     | -                     | -                              | -                              | -                              | -                              | 4     | 2     | 0     |
| Sous-total            | Sous-total              | Sous-total            | 15          | 6           | 0           | -                     | -                     | -                     | -                              | -                              | -                              | -                              | 15    | 6     | 0     |
| 2022-2023             | Bayern Munich           | Bundesliga            | 1           | 0           | 0           | -                     | -                     | -                     | C1                             | -                              | -                              | -                              | 1     | 0     | 0     |
| 2024-2025             | Bayern Munich           | Bundesliga            | 1           | 0           | 0           | 1                     | 0                     | 0                     | C1                             | 1                              | 0                              | 0                              | 3     | 0     | 0     |
| Sous-total            | Sous-total              | Sous-total            | 2           | 0           | 0           | 1                     | 0                     | 0                     | -                              | 1                              | 0                              | 0                              | 4     | 0     | 0     |
| 2023-2024             | Frosinone Calcio (prêt) | Serie A               | 16          | 1           | 1           | 2                     | 1                     | 0                     | -                              | -                              | -                              | -                              | 18    | 2     | 1     |
| 2024-2025             | Lazio Rome (prêt)       | Serie A               | 1           | 0           | 0           | 1                     | 0                     | 0                     | C3                             | -                              | -                              | -                              | 2     | 0     | 0     |
| Sous-total            | Sous-total              | Sous-total            | 17          | 1           | 1           | 3                     | 1                     | 0                     | -                              | 0                              | 0                              | 0                              | 20    | 2     | 1     |
| Total sur la carrière | Total sur la carrière   | Total sur la carrière | 34          | 7           | 1           | 4                     | 1                     | 0                     | -                              | 1                              | 0                              | 0                              | 39    | 8     | 1     |

## Palmarès

### En club
Bayern Munich
- Champion d'Allemagne
  - 2022-2023.